# گری اینک
گری اینک (انگلیسی: GREE, Inc.) شرکت رسانه‌ای ژاپنی است، که در سال ۲۰۰۴ تأسیس شد.